# Liste alphabétique de réalisateurs turcs
Cette liste (à mettre à jour) vise à recenser tous les réalisateurs de films turcs, selon un double classement alphabétique, sur le nom et sur le prénom.

## A
- Abdullah Oğuz
- Abdurrahman Keskiner
- Ahmet Fehim
- Ahmet Levendoğlu
- Ahmet Okur (réalisateur)
- Ahmet Sekendiz
- Ahmet Uluçay
- Faruk Aksoy
- Zeki Alasya
- Alev Akakar
- Ali Bilgin (réalisateur)
- Ali İlhan
- Ali Özgentürk
- Ali Taygun
- Alp Zeki Heper
- Şahin Alparslan
- Alper Mestçi
- Alper Çağlar
- Alphan Eşeli
- İlhan Arakon
- Aram Gülyüz
- İsmet Arasan
- Arslan Kacar
- Arşavir Alyanak
- Artun Yeres
- Aslı Özge
- Kutluğ Ataman
- İrfan Atasoy
- Ömür Atay
- Atilla Tokatlı
- Avni Dilligil
- Aydemir Akbaş
- Aydın Bulut
- Aydın G. Arakon
- Aydın Sayman
- Ayhan Önal
- Hakan Aytekin

## B
- Bahtiyar Engin
- Baki Çallıoğlu
- Barış Pirhasan
- Beklan Algan
- Berkun Oya
- Bilge Ebiri
- Biray Dalkıran
- Bora Tekay
- Burak Aksak
- Burak Çevik
- Bülent Gündüz

## C
- Cafer Özgül
- Can Gürzap
- Can Ulkay
- Caner Özyurtlu
- Celal Çimen
- Cemal Şan
- Sinan Çetin
- Cevdet Mercan

## Ç
- Çağatay Tosun
- Çetin İnanç

## D
- Deniz Yorulmazer
- Özcan Deniz
- Doruk Çetin

## E
- Emre Ergül
- Emre Şahin
- Emre Yeksan
- Ender Özkahraman
- Erdem Tepegöz
- Erdoğan Tokatlı
- Metin Erksan
- Erol Keskin
- Ertem Eğilmez
- Ertem Göreç
- Muhsin Ertuğrul
- Ertuğ Tüfekçioğlu
- Ertuğrul İlgin
- Mehmet Esen
- Ezel Akay

## F
- F. Serkan Acar
- Faruk Kenç
- Faruk Turgut
- Ferdi Eğilmez
- Ferdi Merter
- Ferdi Tayfur
- Feyzi Tuna
- Fuat Uzkınay

## G
- Gani Müjde
- Gani Rüzgar Şavata
- Şerif Gören
- Şahin Gök
- Gökhan Atılmış
- Gökhan Güney
- Yılmaz Gündüz
- İsmail Güneş
- Yılmaz Güney
- Birol Güven

## H
- Hadi Çaman
- Hakan Gürtop
- Hakan Haslaman
- Hakkı Kurtuluş
- Halil Gülbeyaz
- Hamdi Alkan
- Hasan Basri Özdemir
- Hasan Karacadağ
- Hüseyin Karabey
- Hüseyin Peyda
- Hüseyin Şadi Karagözoğlu
- Hüsnü Cantürk

## ı
- Ilgaz Giritlioğlu
- Çağan Irmak

## İ
- Kriton İlyadis
- Türker İnanoğlu
- İsmail Erol

## K
- Kaan Müjdeci
- Kadri Ögelman
- Şadan Kâmil
- Mustafa Kara
- Çetin Karamanbey
- Kartal Tibet
- Ömer Kavur
- Kemal İnci
- Kemal Uzun
- Kenan Erbaş
- Kenan Pars
- Kerem Topuz
- Kerim Afşar
- Adem Kılıç
- Erden Kıral
- Korhan Yurtsever
- Kudret Sabancı
- Kunt Tulgar
- Tuncel Kurtiz

## L
- Levent Semerci
- Zülfü Livaneli

## M
- Mahir Akyol
- Mahsun Kırmızıgül
- Mehmet Ada Öztekin
- Mehmet Ali Konar
- Mehmet Can Mertoğlu
- Mehmet Dinler
- Mehmet Ragıp Karcı
- Mehmet Tanrısever
- Mehmet Ulusoy
- Melik Saraçoğlu
- Memduh Ün
- Mert Baykal
- Mesut Kara
- Mesut Uçakan
- Metin Balekoğlu
- Metin Demirhan
- Muammer Özer
- Muharrem Gürses
- Muhteşem Durukan
- Murat Düzgünoğlu
- Murat Saraçoğlu
- Murat Şeker
- Mustafa Altıoklar
- Mustafa Şevki Doğan
- Mustafa Uğur Yağcıoğlu
- Muzaffer Arslan
- Mücap Ofluoğlu
- Münir Hayri Egeli

## N
- Nazmi Özer
- Nedim Hazar
- Nedim Otyam
- Nejat Saydam
- Nesli Çölgeçen
- Nihat Aybars
- Nisan Akman
- Nişan Hançeryan
- Nuri Akıncı
- Nuri Bilge Ceylan
- Nurullah Tilgen

## O
- Oben Güney
- Oğuz Makal
- Oğuzhan Tercan
- Oğuzhan Uğur
- Okan Uysaler
- Tunç Okan
- Oksal Pekmezoğlu
- Olgun Arun
- Olgun Özdemir
- Onur Saylak
- Onur Tan
- Orhan Aksoy
- Orhan Elmas
- Orhan Eskiköy
- Orhan Oğuz
- Orhon Murat Arıburnu
- Osman F. Seden
- Osman Sınav
- Ozan Açıktan

## Ö
- Zeki Ökten
- Ömer Faruk Sorak
- Ömer Lütfi Akad
- Ömer Uğur
- Ömer Vargı
- Sırrı Süreyya Önder
- Özcan Alper
- Özdemir Birsel
- Özer Kızıltan
- Özgür Doğan
- Özgür Özberk
- Özhan Eren
- Ferzan Özpetek
- Tolga Öztorun

## P
- Abdurrahman Palay

## R
- Raif Kurt
- Ramin Matin
- Halit Refiğ
- Refik Kemal Arduman
- Reha Erdem
- Reis Çelik
- Ruhi Karadağ

## S
- Sabri Kaliç
- Sadullah Şentürk
- Safa Önal
- Duygu Sağıroğlu
- İlyas Salman
- Sami Şekeroğlu
- İsmail Sancak
- Savaş Ay
- Selçuk Aydemir
- Selim Güneş
- Semih Evin
- Semih Kaplanoğlu
- Semir Aslanyürek
- Serdar Akar
- Serdar Işık
- Seyfi Havaeri
- Seyfi Teoman
- Şafak Sezer
- Şakir Sırmalı
- Sırrı Gültekin
- Soner Ağın
- Suat Yalaz
- Suphi Kaner
- Süha Arın
- Süreyya Duru

## Ş
- Şahin Kaygun

## T
- Talat Artemel
- Tamer Yiğit
- Tan Tolga Demirci
- Taner Barlas
- İbrahim Tatlıses
- Tayfun Belet
- Tayfun Güneyer
- Tayfun Pirselimoğlu
- Taylan Biraderler
- Ahmet Mümtaz Taylan
- Şahika Tekand
- Temel Gürsu
- Temel Karamahmut
- İnan Temelkuran
- Teoman (şarkıcı)
- Tevfik Başer
- Togan Gökbakar
- Tolga Aşkıner
- Tolga Karaçelik
- Tolga Örnek
- Tolgay Ziyal
- Tonguç Yaşar
- Tuncer Necmioğlu
- Tunç Başaran
- Turgut Demirağ
- Turgut Yasalar
- Tülay Eratalay

## U
- Uğur Uludağ
- Ulaş İnaç
- Uluç Bayraktar
- Ulvi Uraz
- Umur Bugay

## Ü
- Ülkü Erakalın
- Ümit Efekan
- Ümit Kıvanç
- Ümit Köreken
- Ümit Utku
- Ünal Küpeli
- Ümit Ünal

## V
- Vahi Öz
- Vecdi Sayar
- Vedat Örfi Bengü
- Veli Çelik

## Y
- Yahya Kılıç
- Yalçın Özbek
- Yavuz Özkan
- Yavuz Turgul
- Yılmaz Atadeniz
- Yılmaz Duru
- Yılmaz Erdoğan
- Atıf Yılmaz
- Yunus Bülbül
- Yusuf Kurçenli
- Yusuf Sezgin
- Uğur Yücel
- Yüksel Aksu
- Yüksel Yavuz

## Z
- Zafer Davutoğlu
- Zeki Demirkubuz
- Ziya Demirel
- Ziya Öztan
- Zübeyr Şaşmaz

### Source
La catégorie du wiki en turc.